# Universidad Autónoma Tomás Frías
La Universidad Autónoma Tomás Frías, o simplemente UATF, es una universidad pública de Bolivia, ubicada en la ciudad de Potosí, capital del departamento de Potosí. Se fundó por Ley del 15 de octubre de 1892, y según el Ranking Web de Universidades, Webometrics 2022, es considerada la decimoprimera mejor universidad de Bolivia.

## Historia

### Facultad Libre de Derecho
En el siglo XIX se inicia la enseñanza del Derecho en Potosí, específicamente desde 1876 inicia sus actividades la Facultad Libre de Derecho subordinada al Cancelariato de Chuquisaca. Esta decisión fue provocada por el reclamo realizado por jóvenes potosinos al gobierno nacional en el año 1862. Más tarde la Escuela Libre de Derecho pasaría a ser la primera Facultad de la UATF, misma que cobijó a intelectuales como Modesto Omiste Tinajeros, Adrián V. Valda, entre otros.
A partir del funcionamiento de la Escuela Libre de Derecho se gestan las iniciativas de contar en Potosí con una Universidad. El Dr. Tomás Frías Ametller como Ministro de Instrucción fue quien estableció los cimientos para una universidad moderna, a través de la elaboración del Decreto Orgánico de las Universidad el 25 de agosto de 1845, normativa jurídica que reajusta el estatus de las universidades generando una serie de sucesos.

### Creación
El 21 de agosto de 1891, el Dr. Gregorio Díaz, representante de Los Lípez, presentó a la Cámara de Diputados un proyecto para la creación del Distrito Universitario de Potosí. Recién de forma oficial nace la Universidad de Potosí mediante Ley de 15 de octubre de 1892, sancionada por el presidente Constitucional de la República, Mariano Baptista.
En homenaje al nacimiento del Gran Mariscal de Ayacucho Antonio José de Sucre se instala en forma solemne y por primera vez en la ciudad de Potosí el Honorable Consejo Universitario a las 13:00 horas en el salón principal del Colegio Nacional Pichincha (infraestructura en la que comenzó sus funciones la Escuela Libre de Derecho de Potosí), con la participación de intelectuales y representantes de las principales instituciones locales.

### Facultad de Medicina
Según el historiador Manuel Balcazar, después de un movimiento de opinión favorable se procedió a abrir la Facultad de Medicina el año de 1893, con aprobación del Rector el Gobierno autorizó su instalación, se encontró en pleno funcionamiento hasta fines de 1900, cuando fue cerrada la Facultad de Medicina.
Sin embargo, a consecuencia de las múltiples necesidades sociales la Universidad Autónoma Tomás Frías reabre la Facultad como Carrera de Medicina en el año de 1999 bajo el impulso de varios profesionales de renombre.
A partir del año 2007 nuevamente es nombrada como Facultad de Medicina con reconocimientos de la Universidad Autónoma Tomás Frías, el Comité Ejecutivo de la Universidad Boliviana (CEUB) y la Asociación Boliviana de Facultades de Medicina (ABOLFAM).

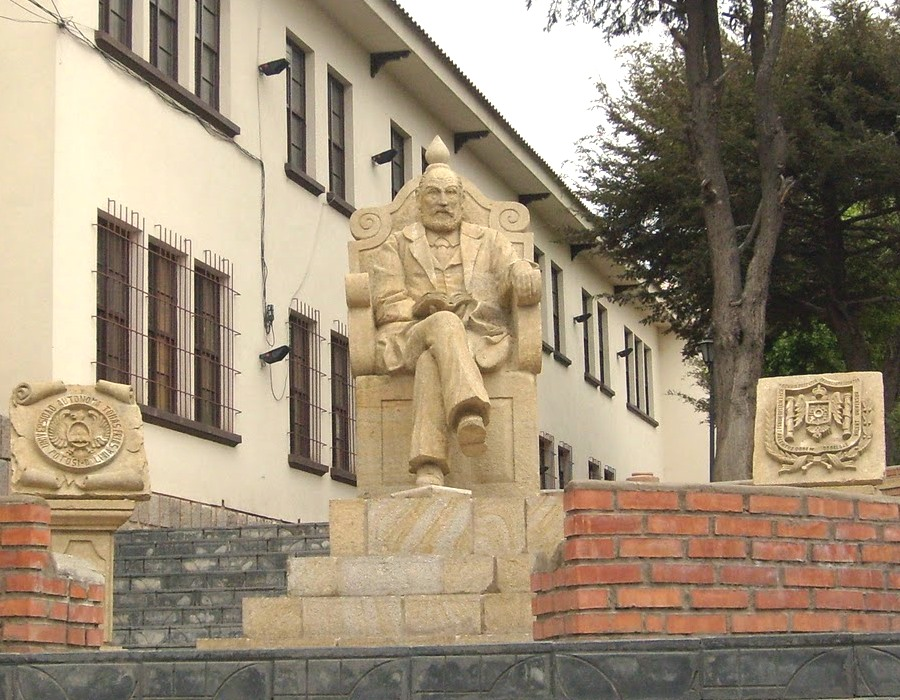
Estatua en honor al Dr. Tomás Frías Ametller ubicada en la Universidad Autónoma “Tomás Frías”.

### Denominación
Por Ley de 29 de noviembre de 1924 (promulgada el 2 de diciembre de 1924) por el presidente de la República de Bolivia (hoy Estado Plurinacional de Bolivia) Dr. Bautista Saavedra Mallea la Universidad de Potosí lleva el nombre del eminente intelectual nacido en ésta tierra Dr. Tomás Frías Ametller, reconociendo así su aporte a la organización de la universidad boliviana.

### Autonomía Universitaria
Como conquista histórica y revolucionaria consiste en la amplia e irrestricta práctica orgánica e institucional de los principios siguientes:
- Autarquía económica y administrativa.
- Autonomía académica.
- Cogobierno paritario docente – estudiantil.
- Democracia interna.
- Pluralismo ideológico.
- Libertad de cátedra.
- Efectiva democratización de la educación superior.

## Campus Central

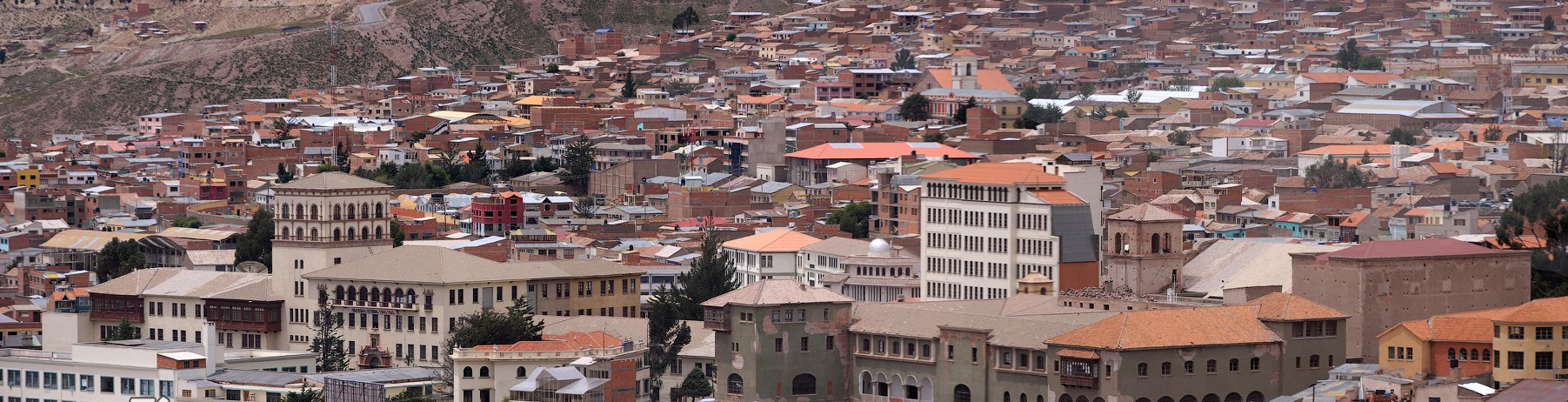
Vista panorámica del Campus central de la Universidad Autónoma Tomás Frías.

El campus central donde funciona el edificio administrativo y algunas facultades está ubicado en la Avenida del Maestro S/n de la ciudad de Potosí. 

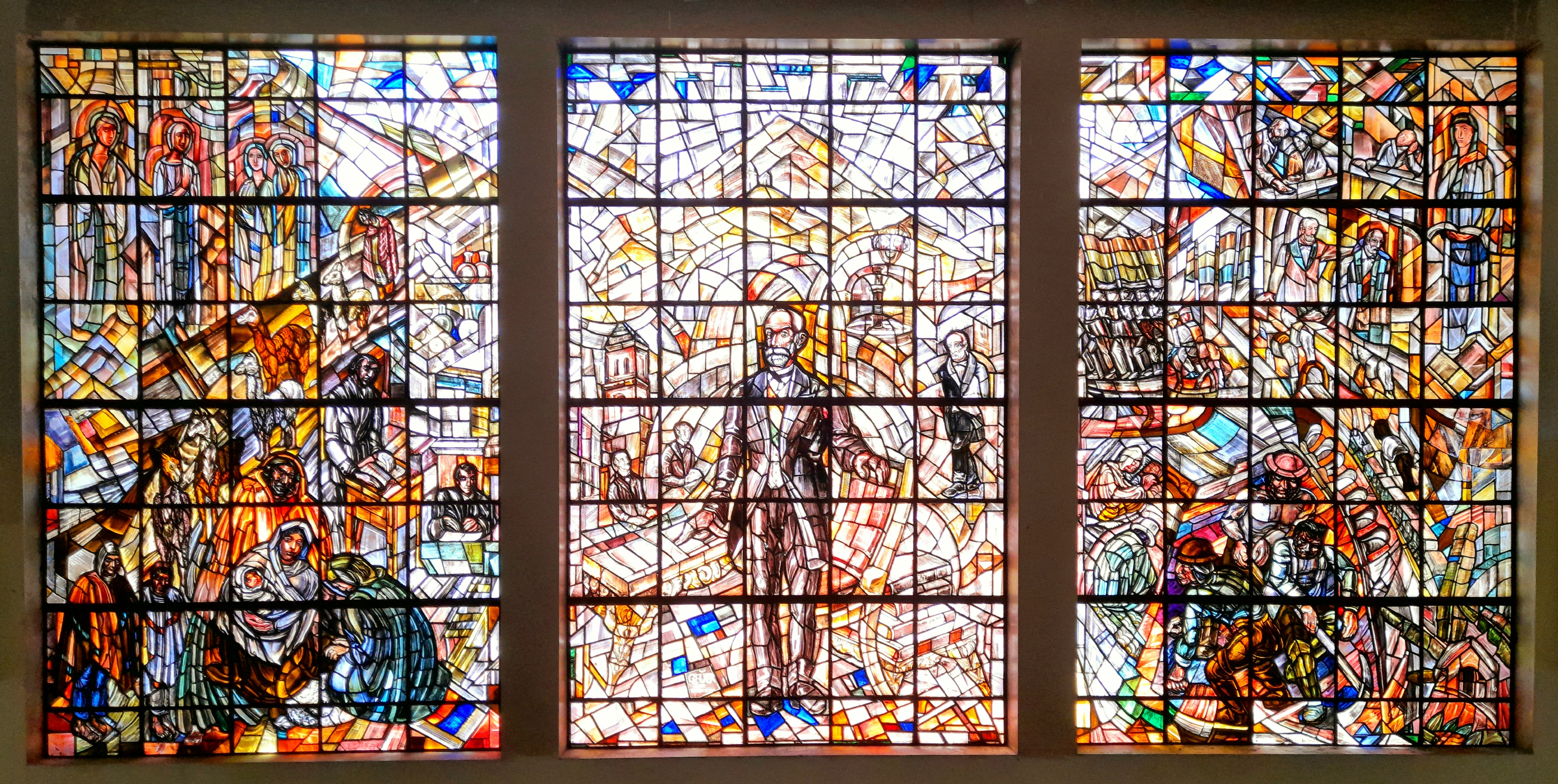
Vitral ubicado en el hall central de la universidad.

El Edificio Central fue diseñado por el arquitecto cochabambino José Manuel Villavicencio, el diseño estructural fue realizado por el ingeniero Alberto Goytisolo Bolognesi y construido por la empresa Sudamericana entre los años 1945 y 1955. Fue el primer edificio realizado con hormigón armado en la ciudad de Potosí. 
Su arquitectura neocolonial es realzada por elementos artísticos tales como el Vitral ubicado en el hall central, realizado por el artista holandés Federico Geuer y la portada de madera del Paraninfo Universitario realizado por el artista potosino Nicolás Ballester Murillo. 

## Ciudadela

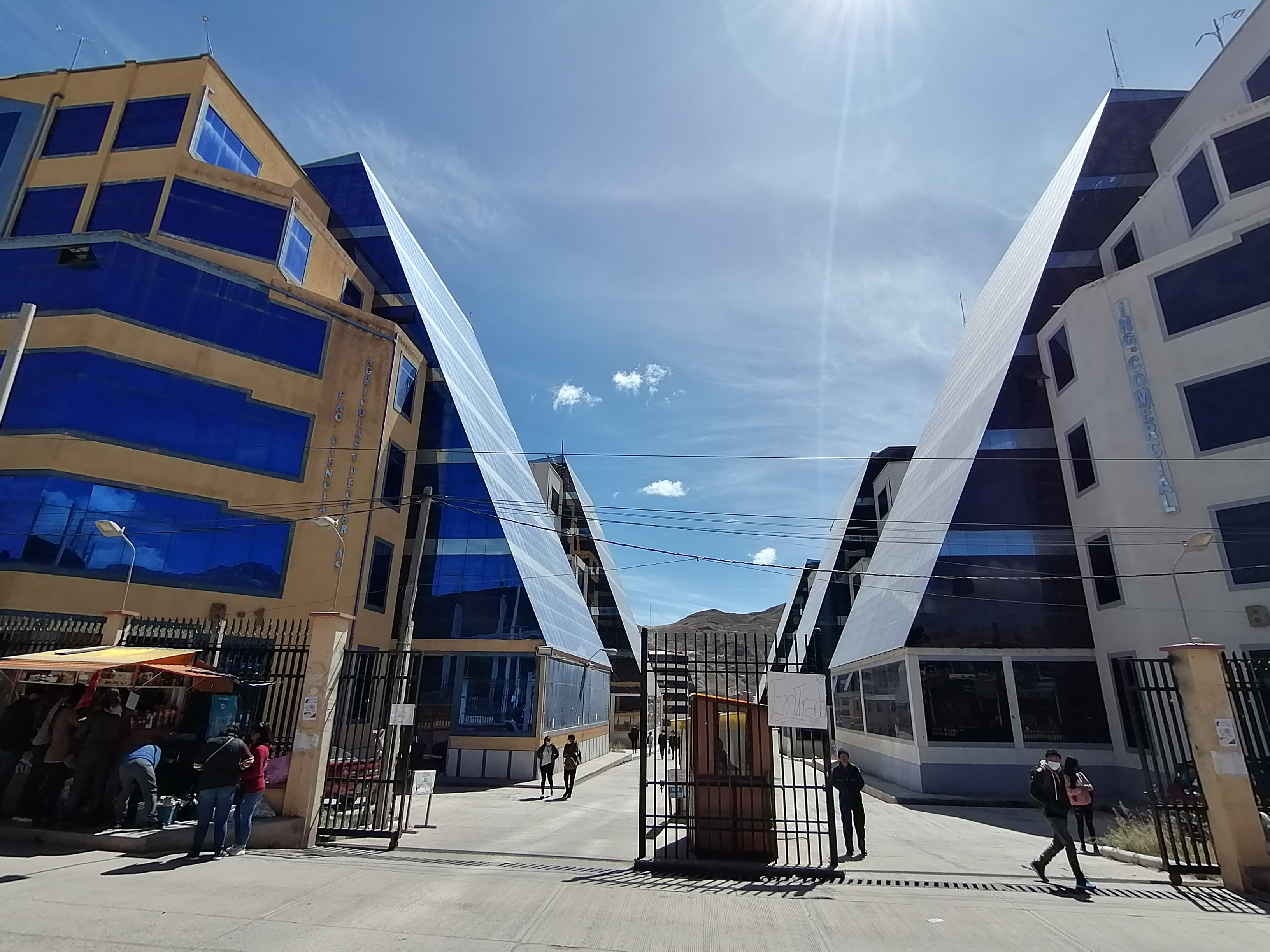
Entrada de la Ciudadela Universitaria perteneciente a la Universidad Autónoma Tomás Frías (UATF).

La Universidad también cuenta con una Ciudadela Universitaria que trabaja con distintas facultades. La ciudadela es un complejo moderno que consta de cinco bloques bien equipados.
El perímetro en el que está sentado, alcanza los 80 mil metros cuadrados, además se encuentra en funcionamiento la planta de producción de carbonato de litio "Technikum", que es dependiente de la Universidad Autónoma Tomás Frías y la Universidad de Freiberg de Alemania.

## Vicerrectorado
El vicerrectorado de la UATF es la máxima instancia académica, que administra el aspecto académico de las Facultades, carreras y programas. De ella dependen las direcciones intermedias como son: Dirección de Servicios Académicos, Dirección de Investigación Científica y Tecnológica, Dirección de Extensión Universitaria y la Dirección de Postgrado.
Actualmente la UATF tiene como vicerrector al MBA. Lic. Víctor Hugo Villegas, quien ocupa el cargo desde 2019 y lo hará hasta el 2023.

## Facultades
La universidad cuenta con las siguientes facultades:
- Facultad de Artes
- Facultad de Ciencias Agrícolas y Pecuarias
- Facultad de Ciencias Económicas Financieras y Administrativas
- Facultad de Ciencias Puras
- Facultad de Ciencias Sociales y Humanísticas
- Facultad de Derecho
- Facultad de Ingeniería
- Facultad de Ingeniería Geológica
- Facultad de Ingeniería Minera
- Facultad de Ingeniería Tecnológica
- Facultad de Ciencias de la Salud
- Facultad de Medicina

## Sub–sedes
La U.A.T.F. cuenta con sub-sedes académicas en las ciudades intermedias de Uyuni, Uncía, Tupiza y Villazón, todas ellas ubicadas en el Departamento de Potosí.